# Diaphanocephalidae
Famille
Les Diaphanocephalidae sont une famille de nématodes de l’ordre des Rhabditida. 

## Liste des genres
Selon GBIF (14 juin 2024) :
- Cylicostrongylus Yamaguti, 1961
- Diaphanocephalus Diesing, 1851
- Kalicephalus Molin, 1861

## Classification
Le nom valide de ce taxon est Diaphanocephalidae Travassos, 1920.
Diaphanocephalidae a pour synonyme :
- Cyclicostrongylidae